# Dicorynia guianensis
Espèce
Classification APG III (2009)
Classification phylogénétique
Synonymes
- Dicorynia paraensis Benth.[2]

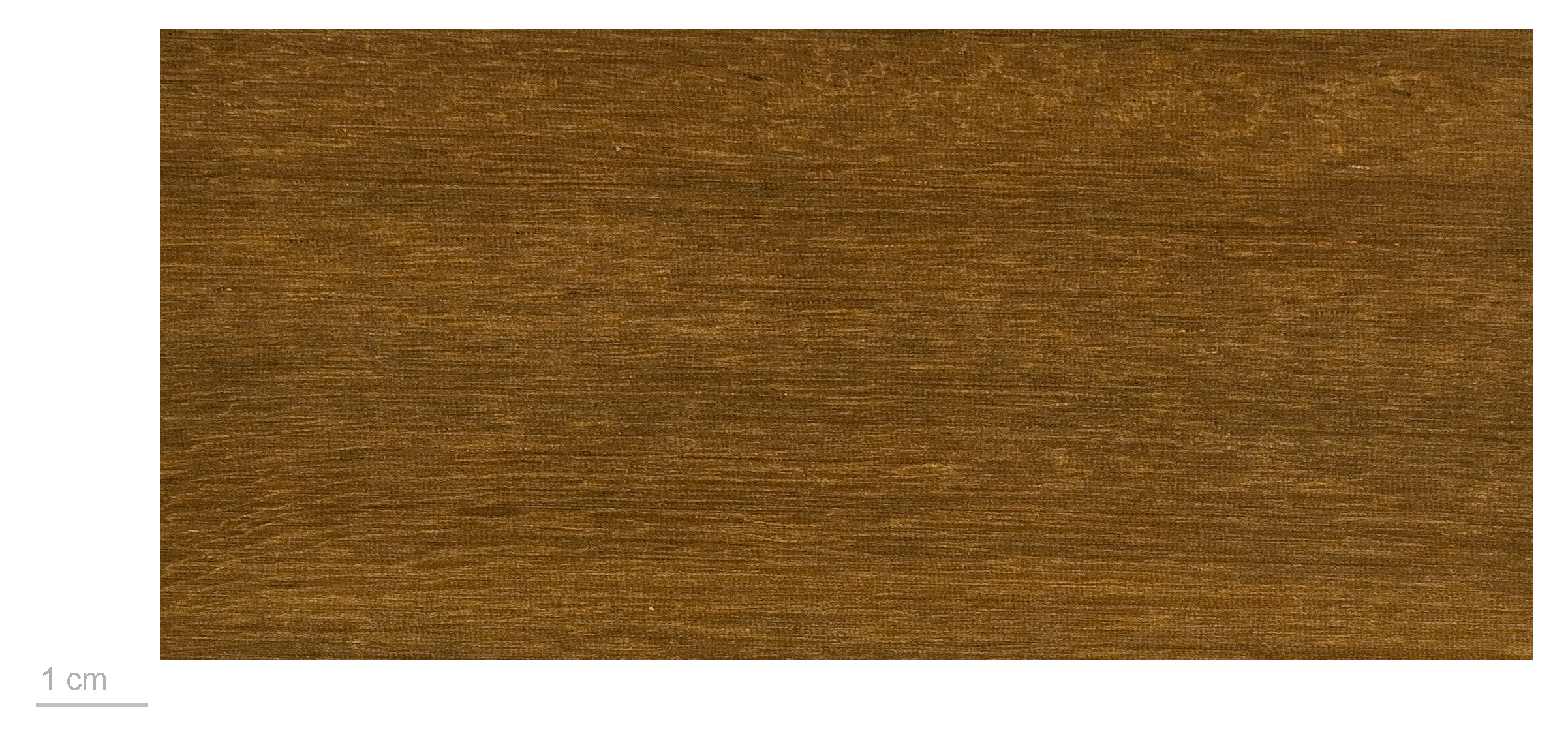
Dicorynia guianensis au Muséum de Toulouse.

Dicorynia guianensis est une espèce de plantes à fleurs de la famille des Caesalpiniaceae selon la classification classique, ou de celle des Fabaceae, sous-famille des Caesalpinioideae selon la classification phylogénétique. C'est un arbre de grande taille endémique du plateau des Guyanes.

## Dénomination
Cet arbre est connu sous différents noms vernaculaires :
- en Guyane :
  - angélique (nom commercial, créole guyanais)
  - singapetu (aluku, ndjuka, paramaka)
  - ki'ereï (kali'na)
  - anjeli (palikur)
  - aisili (wayãpi)[3]
- au Suriname
  - basralocus
  - tapaiuna
  - basralokus
  - barakaroeballi
- au Brésil
  - angelica do Pará (portugais du Brésil)[4].

## Caractéristiques
L'angélique peut atteindre 45 m de haut.

## Répartition
L'angélique est une espèce endémique du plateau des Guyanes.

## Utilisation
De par son abondance et ses qualités technologiques, c'est la principale espèce exploitée pour son bois en Guyane.